# Il fabbricante di universi
Il fabbricante di universi (The Maker of Universes) è un romanzo di fantascienza di Philip José Farmer, pubblicato nel 1965. È Il primo libro del Ciclo dei fabbricanti di universi.
Il libro è stato tradotto in tedesco, portoghese, francese, olandese, ebraico, spagnolo, russo, giapponese e italiano.

## Trama
Il romanzo racconta la storia di Robert Wolff, insegnante universitario in pensione, che – seguendo uno squillo di tromba – apre la porta di un ripostiglio e si ritrova in un mondo fantastico, chiamato Mondo dei Livelli.
La struttura del Mondo dei Livelli è simile a una gigantesca torre i cui piani sono abitati da diverse civiltà. Nei piani inferiori vivono le più primitive mentre salendo diventano via via più progredite. In cima alla torre vive il "Signore", un essere umano dotato di una tecnologia che lo mette in grado di fabbricare interi universi. I livelli, separati da catene montuose alte una decina di chilometri, sono Okeanos, che riprende il mito arcadico popolato di sirene, fauni e ninfe, Amerindia, dove convivono nativi americani di varia estrazione, vichinghi e centauri, Drachelandia, ispirata al medioevo come immaginato dagli autori ottocenteschi, e Atlantide.
Wolff, con l'aiuto di un nativo della terra trasferitosi in quell'universo cinquant'anni prima di nome Kickaha (o almeno questo è il nome con cui viene più spesso chiamato, pur avendo numerosi altri nomi, tra i quali Paul Janus Finnegan), risale i vari livelli dell'universo all'inseguimento della sua amata Chryseis (la Criseide mitologica) rapita dagli orribili gworl, affrontando le esotiche sfide di quel mondo fantastico.

## Edizioni
- (EN) Philip José Farmer, The Maker of Universes, 1965.
- Philip José Farmer, Il fabbricante di universi, traduzione di Ugo Malaguti, collana La tribuna n° 74, Casa Editrice Galassia, 1967.
- Philip José Farmer, Fabbricanti di universi, collana Cosmo Oro n° 15, Editrice Nord, 1974,  p. 648. Il volume comprende i primi 4 romanzi del ciclo.

- Philip José Farmer, Il fabbricante di universi, traduzione di Ugo Malaguti, collana Urania Collezione n° 47, Arnoldo Mondadori Editore, 2006,  p. 272.